# Афоксоланер
Афоксоланер — ветеринарный препарат, применяемый как инсектицид и акарицид. Одобрен для применения: США, ЕС, Российская Федерация.

## Механизм действия
Блокирует ГАМКА-рецептор. Изоксазолин, входящий в число модуляторов хлоридных каналов, связывается с определённым участком-мишенью в ГАМК-зависимых хлоридных каналах насекомых, тем самым блокируя перенос ионов хлорида через клеточные мембраны. Длительное перевозбуждение, вызванное афоксоланером, приводит к неконтролируемой активности ЦНС насекомых и клещей.

## Способ применения
Жевательные таблетки для кошек и собак. Дозировка подбирается в зависимости от веса животного. Срок эффективной защиты составляет от 4 до 5 недель  по заверению производителей. Клинические исследования показывают , что срок защиты даже больше, до 8 недель, тем не менее, в ЕС, где проходили полевые исследования, рекомендуемый срок повторного приёма составляет 30 дней. При перерывах в приёме больше 120 дней исследования показывают неэффективность защиты .
Защищает от большинства паразитов, в том числе от клещей и переносимых комарами сердечных червей Dirofilaria immitis , что особенно важно в странах со сравнительно тёплым климатом. 